# Sipatosia
Sipatosia là một chi bướm đêm thuộc họ Erebidae.